# Munka (filozófia)
A filozófiai értelemben vett munka célszerű emberi tevékenység, amely a természeti és társadalmi erők, források meghódítására irányul az ember történelmileg kialakult szükségleteinek kielégítése érdekében. „Mindenekelőtt olyan folyamat, amely az ember és a természet között megy végbe, amelyben az ember saját tetteivel közvetíti, szabályozza és ellenőrzi a természettel való anyagcseréjét.”

## A munka filozófiai jellegzetességei
A munka során az ember, miközben hat a természetre, önmagát is megváltoztatja. A folyamat három fő mozzanatot foglal magába:
- az ember céltudatos tevékenysége
- a munka tárgya
- A termelési eszközök, amelyekkel az ember a munka tárgyára hat.

A munka alapvető fontosságú az emberi létezés szempontjából, mind aktuálisan, mind történelmileg; biztosítja ugyanis a létfenntartáshoz szükséges eszközöket, de alapfeltétele volt magának az embernek az állatvilágból történt kiemelkedésének is. Az ember a természet tárgyait a munka folyamatában átalakítva megismerte belső törvényszerűségeiket, összefüggéseik, viszonyaik logikáját. A munka és a megismerés ilyen módon eredendően összekapcsolódott egymással.
Az emberi tudat a munka folyamatában jött létre, majd a mindennapi munka során folyamatosan objektiválódik. Ami a tudatban eszmei képként jelenik meg, a munka eredményeként anyagi formát nyer. A termelés folyamatában a szubjektum egyrészt „elsajátítja” az objektumokat, másrészt formálja azokat, alárendeli szubjektív céljainak.
A munka, mint célszerű emberi tevékenység, az eszközök készítésével kezdődött. Ezek készítése és használata az emberi munka specifikus jellemzője. A termelőeszközök, gépek rohamos fejlődése révén ezek a szubjektum mesterséges, „meghosszabbított” szerveiként funkcionálnak. a munkaeszközök visszahatnak az emberre: minél fejlettebbek, annál magasabb követelményeket támasztanak a működtetőikkel szemben. A modern eszközök már nem csak a fizikai munkát könnyítik meg, hanem a szellemi munka végzésében is nagy segítséget nyújtanak az embernek. Az ember munkafunkciói egyre inkább az alkotás, az irányítás és az ellenőrzés irányában fejlődnek.
A munka társadalmi tevékenység, emberek munkamegosztáson alapuló együttműködésére épül. A munka folyamatában az emberek meghatározott kapcsolatokba, termelési viszonyokba lépnek egymással, amelyek meghatározó jelentőségűek a munka társadalmi jellegére nézve.